# Hoshimura Mai
Hoshimura Mai (星村 麻衣 Tinh Thôn Ma Y) là một ca sĩ, nhạc sĩ, nghệ sĩ Piano hiện đầu quân cho Sony Music Japan tới cuối tháng 5/2009. Cô viết và soạn tất cả bài hát của mình. Cô nổi tiếng với tư thế đứng cúi trong khi chơi piano. Hoshimura tốt nghiệp đại học Shobi.

## Tiểu sử
Hoshimura Mai sinh ngày 18 tháng 4 năm 1981 ở Matsue, tỉnh Shimane. Hoshimura bắt đầu học piano từ năm 4 tuổi vì mẹ cô, một giáo viên, muốn cô trở thành nhạc công piano cổ điển. Nhưng bố cô, cũng là một giáo viên, lại mong cô trở thành ca sĩ nhạc pop. Trong khi đang theo học đại học, cô tham gia một cuộc thi của Sony record, được nêu tên trong bảng thông báo nhưng rồi không thể tham gia phỏng vấn cuối cùng. Tuy nhiên cô thử một lần nữa, và lần này cô đã thành công. 
Cô debut với single stay with you ngày 23/10/2002. Trước đó còn 1 Indie single Natsuiro no Canvas. Debut single của Hoshimora không thành công, chỉ xếp #92 trên Oricon chart. Single thứ hai cũng không thu được kết quả tốt hơn. Kể từ single thứ 8, Sunao ni Narenai, Hoshimura đã thay đổi kiểu tóc từ dài thẳng sang ngắn trên vai. Đây là một sự thay đổi mạo hiểm với một ca sĩ Nhật.
Có hơn nửa số single của cô không nhận dược nhiều ủng hộ, đề xướng nếu không muốn nói là thất bại (xếp dưới hạng 80). Tuy nhiên kết quả thu được của những single còn lại thì ngược lại, rất khả quan: GET HAPPY ra ngày 14/5/2003 xếp #24, Himawari ra ngày 9/6/2004 xếp #42, EVERY ra ngày 25/5/2005 xếp #32. Đặc biệt single thứ 10, Sakura biyori, ra ngày 7/3/2007, xếp #20 được chọn làm Ending cho anime series BLEACH và REGRRET ra ngày 4/6/2008 - single thứ 13, xếp #30 trở thành Ending 7 cho anime series D.gray-man.
Single thứ 14, Hikari, ra ngày 20/8/2008 đã mang lại thành công lớn nhất cho Hoshimura từ trước tới nay, hơn cả GET HAPPY, Sakura biyori hay regret khi xếp #14 trên Oricon charts.
Hoshimura tới nay đã có 3 album: SOUP, JOYFUL, MY LIFE.

## Album
1. SOUP: ra ngày 9/7/2003, xếp #30 trên Oricon charts, bao gồm các single Stay With You, Cherish và GET HAPPY.
2. JOYFUL: ra ngày 25/1/2006, xếp trên ORIcon charts, bao gồm các single Believer, Himawari, Melodea, EVERY, Sunao ni Narenai và Merry Go Round.
3. MY LIFE: ra ngày 17/9/2008, xếp # trên Oricon charts, bao gồm các single Sakura Biyori; Shunkan, Strobe; Kakegae no Nai Hito e; Regret và Hikari.

## Ca khúc
1. Stay with you: ra ngày 23/10/2002, xếp #92 trên Oricon charts.
2. Cherish: ra ngày 19/2/2003, xếp #125 trên Oricon charts.
3. GET HAPPY: ra ngày 14/5/2003, xếp #24 trên Oricon charts.
4. Believer (ビリーヴァー): ra ngày 3/12/2003, xếp #133 trên Oricon charts.
5. Himawari (ひまわり): ra ngày 9/6/2004, xếp #42 trên Oricon charts.
6. Melodea: ra ngày 16/3/2005, xếp #122 trên Oricon charts.
7. EVERY: ra ngày 25/5/2005, xếp #32trên Oricon charts.
8. Sunao ni Narenai (素直になれない), ra ngày 28/8/2005, xếp #98 trên Oricon charts.
9. Merry Go Round: ra ngày 11/1/2006, xếp #85 trên Oricon charts.
10. Sakura Biyori: ra ngày 7/3/2007, xếp #20 trên Oricon charts.
11. Shunkan, Strobe: ra ngày 30/5/2007, xếp #99 trên Oricon charts.
12. Kakegae no Nai Hito e (かけがえのない人へ): ra ngày 14/11/2007, xếp #111 trên Oricon charts.
13. REGRET: ra ngày 4/2008, xếp #30 trên Oricon charts.
14. Hikari (ひかり): ra ngày 20/8/2008, xếp #14 trên Oricon charts.